# Birkenkopf (Pfalz)
Der Birkenkopf ist ein 455,5 m ü. NHN hoher Berg im Pfälzerwald.

## Lage
Der Berg liegt im Nordwesten des Landkreises Südliche Weinstraße. Die Nordostflanke gehört zu einer Waldexklave von Rhodt unter Rietburg, die Südostflanke zu einer Exklave von Hainfeld und die Westflanke zu einer Exklave von Edesheim. In der näheren Umgebung liegen außerdem die bereits im Landkreis Bad Dürkheim liegenden Siedlungen Hornesselwiese und Stilles Tal; beide sind Annexen der Ortsgemeinde Elmstein.

## Gewässer
Entlang seiner Westflanke fließt der Grobsbach. An seiner Nordwestflanke entspringt der Hunzelbach und östlich des Berges der Frechenbach.